# حزب کمونیست آلمان (۱۹۱۸)
حزب کمونیست آلمان حزبی سیاسی بود که در دسامبر ۱۹۱۸ از دل جرگه اسپارتاکسیت تشکیل شد. اتحادیه اسپارتاکیست فراکسیونی درون حزب سوسیال دموکرات آلمان بود.
این حزب با جنگ جهانی اول مخالف بود و علت این مخالفت این بود که این جنگی امپریالیستی است، که طبقهٔ کارگر در آن هیچ منفعتی ندارد. رهبران اتحادیه اسپارتاکیست، رزا لوکزامبورگ و کارل لیبکنخت بودند که در سال ۱۹۱۹ به قتل رسیدند.
در دوران نازی، حزب کمونیست شدیداً سرکوب شد و طرفداران شناسایی شدهٔ آن به اردوگاه‌های هولوکاست فرستاده شدند.
این حزب در زمان اشغال آلمان شرقی توسط شوروی بعد از شکست آلمان نازی قدرت بیشتری گرفت.
پس از پایان جنگ جهانی دوم و تحت نفوذ نیروهای اشغالی شوروی در آلمان شرقی، حزب کمونیست، با حزب سوسیال دموکرات ادغام شد تا حزب اتحاد سوسیالیستی آلمان تشکیل شود که حزب حاکم بر آلمان شرقی بود.
پس از اتحاد دو آلمان، حزب اتحاد سوسیالیستی آلمان به حزب سوسیالیسم دموکراتیک (و بعدها به حزب چپ) تغییر نام داد و این حزب (حزب چپ) همچنان، به‌خصوص درشرق، از قدرت قابل توجهی برخوردار است.
در آلمان غربی، دادگاه مشروطهٔ فدرال آلمان در سال ۱۹۵۶ این حزب را ممنوع کرد؛ اما بخشی از اعضای آن بعدها در سال ۱۹۶۸ حزب کمونیست آلمان (۱۹۶۸) را بنیان گذاشتند. (نام این حزب جدید که در ۱۹۶۸ تشکیل شد در آلمانی متفاوت است اما در فارسی همان حزب کمونیست آلمان خوانده می‌شود).